# Kristof Van Heeschvelde
Kristof Van Heeschvelde (°Gent, 1979) is een Belgische beeldende kunstenaar. Hij maakt schilderijen, grafische kunst, installaties, schrijft 
muziek en geeft performances. Relativering, zelfrelativering, spot en ironie zijn een constante doorheen zijn werk.
Hij woont en werkt in Gent.

## Biografie
Kristof Van Heeschvelde was reeds als kind bezig met tekenen. Op zijn 16de jaar besliste hij na het zien van een tentoonstelling van Francis Bacon in het Centre Pompidou om zelf ook kunstschilder te worden. Hij ging buiten de schooluren lessen volgen in het deeltijds kunstonderwijs. Na zijn humaniora ging hij binnenhuisinrichting studeren aan de LUCA School of Arts in Gent, waar hij een bachelor behaalde.
Schilderen bleef echter zijn passie. In 2000, na het beëindigen van architectuurstudie besloot hij dat het schilderen voortaan op de eerste plaats zou komen. Hij zou dit echter als autodidact uitoefenen in combinatie met een half time job in een architectenbureau, waardoor hij zijn kunstenaarschap zonder stress of financiële druk zou kunnen uitbouwen. In zijn typische laconieke stijl noemt hij dit beslissingsmoment "Ik kroonde mijzelf tot kunstenaar".
Als autodidact zonder netwerk was hij evenwel een buitenbeentje in de artistieke kringen en kreeg hij weinig waardering. Hierdoor werd hij gevoelig voor de principes van erkenning en uitsluiting in de kunstwereld, wat een belangrijk thema in zijn later werk zou worden. In 2006 begon hij met het schilderen van mensen op basis van foto's die zelf gemaakt had. Hij kon geleidelijk aan deelnemen aan tentoonstellingen, zowel groepstentoonstellingen als solotentoonstellingen, aanvankelijk alleen in België, later ook in het buitenland.
De docu-film Collapse uit 2009, waarin de ex-CIA-er Michael Ruppert toont hoe de wereld op maatschappelijk vlak aan het instorten is en de activiteiten van de hedendaagse mens in vraag gesteld worden, had eveneens een belangrijke invloed op zijn werk.
In 2010 was Van Heeschvelde een van de initiatiefnemers van de Gentse tak van SECONDroom dat aan tientallen kunstenaars de mogelijkheid biedt om in alle vrijheid hun werk tentoon te stellen. Later zou hij ook tot zijn verhuis in 2025 om de twee maanden zijn studio bij Nucleo Gent ter beschikking stellen voor een tentoonstelling van opkomende kunstenaars.
In 2014 begon Van Heeschvelde met een opleiding aan het KASK in Gent, waar hij via de EVC procedure in 2015 een diploma van Master of Arts Painting behaalde.
Hij kreeg geleidelijk aan waardering. In 2017 werd hij opgemerkt in Kunst & Zwalm, in 2018 werd hij uitgenodigd door kunstenplatform WARP in Sint-Niklaas, in 2020 kon hij deelnemen aan het kunstenfestival Watou en in 2020 werd hij geselecteerd voor de biënnale van de schilderkunst in het Museum van Deinze en de Leiestreek. In 2022 was hij artist in residence in La Cité Internationale in Parijs.  
Hij voelt zich niet thuis in het principe van de klassieke galerie. Daarom werkt hij samen met het Berserk Art Agency, dat vertrekt vanuit de specifieke noden van de betrokken kunstenaar om zijn of haar carrière en oeuvre naar een hoger niveau te tillen.

## Artistieke uitgangspunten

### Extreme Merkstrategie Kristof Van Heeschvelde
Het werk van Van Heeschvelde is onlosmakelijk verbonden met zijn zienswijze op de mens en de kunst. In zijn artistieke uitgangspunten staan satire en nep op de voorgrond, niets is wat het lijkt.
Van Heeschvelde hekelt de gevolgen van de profileringsdrang in de kunst: de kunstenaar wordt beschouwd als een vedette, kunst wordt gekocht op basis van de naam van de artiest, het merk is belangrijker dan het product. Dit leidt er toe dat de kunstenaar meer bezig is met marketing dan met zijn artistieke ontwikkeling. Om dit aan te kaak te stellen startte Van Heeschvelde een extreme merkstrategie rond zijn eigen merknaam “Kristof Van Heeschvelde”, in werkelijkheid zelfpromotie tot in het absurde. Hij maakte petjes, flyers, potloden, reclameborden en andere voorwerpen met zijn naam er op, lichtkasten met zijn naam tussen de namen van grote kunstenaars, hij zette zijn naam in grote letters op zijn schilderijen en op muren, doet performances en staat met een kraam op de rommelmarkt. Kenmerkend voor hem is zijn petje met zijn naam er op dat hij in alle omstandigheden draagt.
Hij bedacht de naam “De School van Van Heeschvelde” voor zijn zogenaamde volgelingen, een verzonnen naam als persiflage op de School van bijvoorbeeld Rubens of Rembrandt, als ultieme en absurde vorm van zelfrelativering.

### Gepassioneerd kunstenaar

###### Serieus en grappig
Van Heeschvelde combineert een rigoureuze discipline met een speelse benadering, deze combinatie weerspiegelt zich in de titel van zijn boek "Serieus grappig" Hij is van oordeel dat de kunstenaar een medium ter beschikking krijgt waarmee hij zich tot de toeschouwer kan richten en daarom de morele verantwoordelijkheid heeft om daar iets nuttig mee te doen. Hij relativeert weliswaar tot in het absurde, maar zijn werken zijn nooit vrijblijvend of betekenisloos.
Van Heeschvelde doet niet aan improvisatie, alles is op voorhand goed uitgewerkt op basis van foto’s, internet of boeken en vooraf tot in de details uitgewerkt met potloodtekeningen op klein formaat. Hij is een gepassioneerd kunstenaar die er naar streeft er om technisch hoogstaande schilderijen te maken, voorzien van meerdere lagen, die het voor de toeschouwer boeiend en aangenaam maken om naar te kijken. Zijn kleuren zijn atypisch, soms clichématig, alles met de bedoeling om een dialoog met de toeschouwer aan te gaan. Hij schildert dikwijls op zeer grote formaten, bij voorkeur op ware grootte. Voor zijn portretten gebruikt hij kleinere formaten.
Zijn werken zijn complex, hij gebruikt meerdere stijlen door elkaar. Zijn werken zijn een puzzel. Hij plaatst de verschillende elementen als een soort collage naast elkaar, dikwijls hebben ze niets met elkaar te maken. Zo verplicht hij de toeschouwer om telkens opnieuw te kijken naar de verschillende taferelen en lagen die zijn werk bevat.

###### Maatschappijkritisch
Zijn schilderijen zijn maatschappijkritisch, hij wil de toeschouwer aan het denken zetten over de drijvende krachten van de mens, de omgang met wereldproblemen en vooral de onverschilligheid. Zijn thema’s zijn een weergave van zijn observaties van alledaagse sociale gebeurtenissen waarin hij de gebruikelijke normen en waarden in vraag stelt. Waarom negeert de mens de belangrijkste problemen? Waarom is de mens zo onverschillig?   Waarom heeft de mens de neiging om zichzelf belangrijk te vinden. Hij stelt vast dat zelfs als de mens nuttig wil bezig zijn, hij tegelijk ook bezig blijft met onzinnige en banale zaken. Hij relativeert deze belangrijke antropologische kwesties door ze ook op zichzelf toe te passen en zichzelf een belangrijke plaats toe te kennen in zijn werken, waar hij als centrale figuur of observerende toeschouwer  een hoofdrol of een bijrol krijgt.  Door de onverschillige houding of de focus op futiliteiten van zijn personages te accentueren legt hij de nadruk op maatschappelijke thema’s op de achtergrond in zijn werk. Zijn werken zijn een spiegel waarin de toeschouwer met zijn eigen gedrag geconfronteerd wordt. Ironie, relativering, verwarring en spot zijn essentiële elementen om zijn boodschap uit te dragen. HIj moraliseert niet, hij provoceert.

###### Kunstgeschiedenis
In zijn werken verwijst hij voortdurend naar de kunstgeschiedenis, maar stelt hij meteen ook de relevantie ervan in vraag. Vooral fragmenten van meesters uit de late middeleeuwen en de barok komen in zijn werken aan bod, zoals Jan Van Eyck, Peter Paul Rubens, Jacob Jordaens en Jacopo Tintoretto. Deze fragmenten worden met respect en naar historisch model afgebeeld, maar zonder verband tussen zijn actuele thema's en stijl geplaatst. Ook met neo-expressionistische 20e-eeuwse Duitse schilders gaat hij in zijn werken in dialoog, zoals met Jörg Immendorff en Neo Rauch.

###### Teksten
Over sommige van zijn schilderijen zijn grote teksten geschilderd. Het zijn echter geen boodschappen, ze hebben dikwijls geen rechtstreeks verband met het onderwerp, maar zorgen wel voor verwarring bij de toeschouwer, wat aanleiding geeft tot dialoog. De teksten krijgen soms de overhand, zo maakte hij in opdracht van de stad Gent een billboard voor een wegberm en beperkte zich tot de tekst "Pragtig!".

###### 3D doeken
Opvallend aan zijn werk is zijn losse en onconventionele omgang met het doek. Het moet niet noodzakelijk ingelijst zijn en zelfs niet aan de muur hangen. Door het doek te plooien, te kreuken, versterkt door acrylhars op de achterzijde, door ze aan te brengen op bijzondere dragers, zoals het deksel van een vuilnisbak of een bierbak maakt hij van zijn tentoonstellingen een architectonische 3D-installatie. Het verplicht de toeschouwer rond en over het schilderij te bewegen, sterk afwijkend de conventionele visuele waarneming. Daarnaast wordt de toeschouwer voortdurend met de extreme marktstrategie van de naam Kristof Van Heeschvelde geconfronteerd.

###### Andere disciplines
Naast schilderijen maakt Kristof Van Heeschvelde ook tekeningen en etsen. Hij schrijft hij zijn eigen muziek en teksten voor zijn gitaarcomposities en geeft performances waarin hij het commerciële belang van de naam van de kunstenaar boven de kwaliteit in de kunstwereld aankaart.

## Boek
‘Serieus Grappig’/’Seriously Funny’verscheen in 2023 bij Hopper & Fuchs met teksten van de Duitse kunstcritici Heiko Klaas en Nicole Bussing. Daarvoor deed hij een crowdfunding aan de hand van een video-performance.

## Tentoonstellingen (selectie)

### Solotentoonstellingen
- 2024: En het beste moet nog komen, Overlabt, Zottegem
- 2021: Zoete Broodje, De Ververij, Zottegem
- 2019: Nooit meer, of Morgen, Nucleo, Gent
- 2017: Ik doe normaal gezien altijd mijn best, Blanco, Gent.
- 2016: Muziekacademie Poel, Gent (Curator Hilde Van Canneyt)
- 2016 :We could be Heroes, gelarie Jan Dhaese, Gent
- 2015:  Secondroom, Gent
- 2014: De toestand is hopeloos, maar niet ernstig, Freemen Gallery, Aardenburg
- 2013: Please Share, Galerie Jan Dhaese, Gent
- 2011: A study for A, vzw De Tweede Helft, Turnhout
- 2010: Due to Ordinary, Forgetfulness, Galerie Jan Dhaese, Gent
- 2009: Mac Fly, Gent
- 2007: Galerie 0000, Antwerpen
- 2006: Galerie 0000, Antwerpen

### Groepstentoonstellingen
2025
- (De)formation Revisited, Galerie Unframed, Gent
- Drawing a Sailor, Kunstplatform Blanco en Nucleo, Lammerstraat, Gent (deelnemer, organisator en curator)

2023
- Sint-Denijs City, Zwevegem
- Das-Dingenen, Duffel

2022
- Touch(lines) Eva Stijnen Galerie Antwerpen
- Ther's a calm, Contempory Art Space, Oostende
- Sorry, not Sorry, Straatkunstenfestival, Gent

2021
- Mirror, Mirror, V2Vingt, Brussel

2020
- Biënnale van de schilderkunst, Mudel, Deinze[17]

2019
- Saudade, niet is wat niet iets anders aanraakt, Kunstenfestival Watou
- Biënnale van de hedendaagse kunst, Kasteel van Poeke

2018
- Verknipt, WARP, Sint-Niklaas
- Workflow, Sint-Niklaas (curator Wim Wauman)

2017
- You can't, Kunst & Zwalm (curator Thijs Van der Linden)

2016
- Beauty Overdose, Antwerpen (curator Jan Van Woensel)

2015
- Salon Blanc, Oostende
- Performance, This is my Name (Folkestone)
- Ondertussen Chapiter 1, Haarlemse Lente, Haarlem

2014
- Ilya Prigogine in kleur, Gent (curator Thierry Mortier)

2013
- All you need is in danger (curator Ben Benaouisse)

2012
- Prestige, Gent (curator Nicoline Van Stapele)

2011
- De lading, Wetteren (curator Lieven Cateau)

2010
- Arts on Paper, Brussel

2008
- Arnoevoo, Bredene
- De Grote Prijs Tekenkunst, Ronse

2007
- Anekdotisch Formalisme, Artcube, Gent